# Clon cerambycinus
Clon cerambycinus là một loài bọ cánh cứng trong họ Elateridae. Loài này được Semenov miêu tả khoa học năm 1900.